# Football Club Baník Ostrava 2011-2012
Questa voce raccoglie le informazioni riguardanti il Football Club Baník Ostrava nelle competizioni ufficiali della stagione 2011-2012.

## Rosa
| N. |                       | Ruolo | Calciatore      |
| -- | --------------------- | ----- | --------------- |
| 1  | Rep. Ceca (bandiera)  | P     | Jakub Andrejko  |
| 4  | Rep. Ceca (bandiera)  | C     | Martin Lukeš    |
| 5  | Slovacchia (bandiera) | D     | Jozef Adámik    |
| 6  | Rep. Ceca (bandiera)  | C     | Lukáš Droppa    |
| 7  | Rep. Ceca (bandiera)  | A     | Tomáš Vrťo      |
| 8  | Rep. Ceca (bandiera)  | A     | Lukáš Magera    |
| 9  | Rep. Ceca (bandiera)  | C     | Richard Vaněk   |
| 10 | Armenia (bandiera)    | A     | Gevorg Badalyan |
| 11 | Rep. Ceca (bandiera)  | C     | Ján Greguš      |
| 12 | Rep. Ceca (bandiera)  | D     | Lukasz Zejdler  |
| 13 | Slovenia (bandiera)   | C     | Jakub Tomanica  |
| 14 | Rep. Ceca (bandiera)  | A     | Zdeněk Šenkeřík |
| 15 | Rep. Ceca (bandiera)  | C     | Antonín Fantiš  |
| 16 | Rep. Ceca (bandiera)  | P     | Lukáš Krbeček   |
| 17 | Rep. Ceca (bandiera)  | C     | Dalibor Vašenda |
| 18 | Rep. Ceca (bandiera)  | D     | Tomáš Marek     |

| N. |                       | Ruolo | Calciatore          |
| -- | --------------------- | ----- | ------------------- |
| 19 | Rep. Ceca (bandiera)  | D     | Michal Frydrych     |
| 20 | Croazia (bandiera)    | C     | Davor Kukec         |
| 21 | Rep. Ceca (bandiera)  | C     | Tomáš Dostál        |
| 22 | Rep. Ceca (bandiera)  | D     | Zdeněk Šmejkal      |
| 23 | Rep. Ceca (bandiera)  | D     | Jan Zawada          |
| 25 | Rep. Ceca (bandiera)  | A     | Václav Svěrkoš      |
| 26 | Rep. Ceca (bandiera)  | D     | Benjamin Vomáčka    |
| 27 | Rep. Ceca (bandiera)  | A     | Dominik Kraut       |
| 28 | Slovacchia (bandiera) | C     | Pavol Poliaček      |
| 29 | Rep. Ceca (bandiera)  | C     | Milan Ferenčík      |
| 30 | Polonia (bandiera)    | P     | Dawid Pietrzkiewicz |
| 31 | Rep. Ceca (bandiera)  | P     | Vít Baránek         |
| 32 | Rep. Ceca (bandiera)  | P     | Ondřej Sverna       |
| 33 | Rep. Ceca (bandiera)  | C     | Michal Velner       |
| 34 | Rep. Ceca (bandiera)  | C     | Martin Limanovský   |
| -  | Grecia (bandiera)     | A     | Dennis Christu      |